# Grand Prix de Pau 1947
De Grand Prix de Pau 1947 was een autorace die werd gehouden op 7 april 1947 op het Circuit de Pau in de Franse stad Pau.

## Uitslag
| Positie | No | Rijder                               | Team          | Ronden | Tijd/Opgave     | Startplaats |
| ------- | -- | ------------------------------------ | ------------- | ------ | --------------- | ----------- |
| 1       | 22 | Nello Pagani                         | Maserati      | 110    | 3:38:31.0       | 8           |
| 2       | 12 | Pierre Levegh                        | Delage        | 108    | +2 ronden       | 4           |
| 3       | 26 | Henri Louveau                        | Maserati      | 108    | +2 ronden       | 5           |
| 4       | 14 | Jean Achard                          | Delage        | 107    | +3 ronden       | 11          |
| 5       | 10 | Philippe Étancelin Georges Grignard  | Delage        | 107    | +3 ronden       | 7           |
| 6       | 6  | Yves Giraud-Cabantous Eugène Chaboud | Delage        | 104    | +6 ronden       | 10          |
| 7       | 18 | Kenneth Evans Ian Connell            | Maserati      | 96     | +14 ronden      | 12          |
| NF      | 8  | Raymond Sommer                       | Maserati      | 78     | Ongeluk         | 1           |
| NF      | 30 | Jean-Pierre Wimille Amédée Gordini   | Simca-Gordini | 64     | Koppeling       | 6           |
| NF      | 24 | Charles Pozzi Roger Loyer            | Delahaye      | 47     | Wiel            | 14          |
| NF      | 16 | Birabongse Bhanubandh                | ERA           | 37     | Motor           | 3           |
| NF      | 4  | Henri Trillaud                       | Delahaye      | 27     | Versnellingsbak | 9           |
| NF      | 2  | Eugène Chaboud                       | Talbot-Lago   | 5      | Motor           | 2           |
| NF      | 20 | Arialdo Ruggieri                     | Maserati      | 0      | Ongeluk         | 13          |
| NQ      | 28 | Louis Rosier                         | Talbot-Lago   |        |                 |             |